# Aoshachia rufistriga
Aoshachia rufistriga är en fjärilsart som beskrevs av Sergius G. Kiriakoff 1963. Aoshachia rufistriga ingår i släktet Aoshachia och familjen mätare. Inga underarter finns listade i Catalogue of Life.